# Plaid Cymru
Plaid Cymru (prononcé [ˌplaɪd ˈkʌmri] en anglais et [plaɪd ˈkəmri] en gallois), officiellement « Plaid Cymru - The Party of Wales, » (PC), plus couramment abrégé en Plaid, est un parti politique nationaliste britannique œuvrant au pays de Galles depuis 1925. Classé entre la gauche et le centre gauche de l’échiquier politique, il prône l’indépendance du pays de Galles vis-à-vis du Royaume-Uni.
Principale formation d’opposition aux travaillistes gallois à l’Assemblée nationale du pays de Galles entre 1999 et 2007, il gouverne avec le Labour au sein d’une coalition entre 2007 et 2011, dans le cadre de l’exécutif dévolu au pays de Galles. Depuis les élections générales de 2019, Plaid Cymru constitue la troisième force politique galloise, derrière les travaillistes et les conservateurs. Représenté par dix membres du Senedd au Parlement gallois et par trois membres du Parlement à la Chambre des communes, il est dirigé par Rhun ap Iorwerth depuis 2023.

## Histoire

### Une fondation marquée par la marginalité
Le parti est fondé en 1925 par les membres du Byddin Ymreolwyr Cymru (« Armée des indépendantistes gallois ») et du Mudiad Cymreig (« Mouvement gallois »). Traditionnellement ce sont les régions dans lesquelles la langue galloise est plus pratiquée (principalement le nord et l'ouest du pays) qui favorisent le parti davantage que les zones du sud et de l'est, où l'anglais est dominant. À l'origine, le parti cherche surtout à défendre la langue galloise subissant un profond déclin. Rapidement, il fait preuve de virulence envers l'usage de plus en plus fort de l'anglais, allant même jusqu'à prôner une forme de monolinguisme au profit du gallois. En revanche, l'indépendance n'est pas exigée. Les fondateurs du parti veulent garantir la culture et les traditions du Pays-de-Galles, tout en demandant une autonomie politique et une représentation à la Société des Nations. En ce qui concerne son orientation politique, Plaid Cymru est d'abord plutôt un parti conservateur, défenseur de la ruralité face à l'industrialisation galopante qu'a connu le Pays-de-Galles, en particulier sur son littoral sud. Un personnage comme Saunders Lewis, une des figures originelles de Plaid Cymru, est l'avocat d'un gouvernement par la noblesse galloise au travers d'une vision très aristocratique, en rupture avec un électorat gallois des régions industrielles souvent séduit par les idées socialistes.
En ce qui concerne l'influence politique de Plaid Cymru, elle reste très faible voire anecdotique durant les premières années. C'est notamment le cas dans le sud du Pays-de-Galles car le parti nationaliste considère que le terreau de l'identité galloise se trouve dans le monde rural du nord et de l'ouest de la région. Dans les années 1930, Plaid Cymru connaît brièvement une hausse de popularité à la suite de l'incendie, par des nationalistes gallois, d'installations de la Royal Air Force à Penyberth. Les circonstances du jugement des protagonistes et leur condamnation pour usage du gallois lors du procès entraîne une hausse des adhésions au parti. Toutefois, la porosité entre Plaid Cymru et des thématiques d'extrême-droite, en particulier le fascisme, décrédibilise le mouvement. Ainsi, durant la Seconde Guerre mondiale, son opposition à l'engagement militaire britannique le maintient dans la marginalité politique. Avant 1945, le parti n'a jamais dépassé les 0,5 % des voix aux élections. Aux lendemains de la guerre, le succès du parti travailliste au niveau national contribue aussi à maintenir Plaid Cymru à des scores électoraux très faibles. En effet, une partie notable de l'électorat gallois est séduite par le parti de la gauche britannique en raison de l'importante population ouvrière, tant à Cardiff que dans les régions minières.

### Développement du parti à partir des années 1960
Dans les années 1960, Plaid Cymru commence à connaître des résultats électoraux notables pour plusieurs raisons. Tout d'abord, sous l'impulsion de son nouveau dirigeant Gwynfor Evans, le parti se détourne de son conservatisme originel au profit d'une adhésion aux principes de la gauche politique, de manière à séduire l'électorat ouvrier. En outre, tout en continuant à défendre fermement le gallois, Plaid Cymru se montre moins virulent envers l'anglais et défend le principe du bilinguisme. Là encore, cette orientation lui permet de séduire des électeurs parlant uniquement l'anglais, notamment des partisans déçus du parti travailliste. En parallèle, Gwynfor Evans s'illustre par un plaidoyer en faveur de la langue galloise en 1962 sur les ondes de la BBC, marquant le point de départ de politiques de promotion linguistique, portée notamment par la Cymdeithas yr Iaith Gymraeg (« Société de la langue galloise »). Un autre événement joue un rôle important dans le développement du nationalisme gallois. En 1955, la ville anglaise de Liverpool souhaite construire un grand réservoir d'eau dans la région galloise de Capel Celyn (en). Or, cette réalisation doit conduire à l'inondation de ce territoire, ce qui engendre une vive protestation des Gallois à l'encontre de ce projet. Plaid Cymru prend assez vite la tête de la contestation qui ne peut empêcher la construction du réservoir mais participe d'une défiance croissante envers le pouvoir national.
En 1966, l'élection de Gwynfor Evans dans la circonscription de Carmarthen donne au parti son premier succès parlementaire. Lors des élections générales britanniques de 1970, le parti fait une percée et obtient 11,70 % des voix dans le pays de Galles. En dépit de ces progrès électoraux, Plaid Cymru peine à porter le principe d'une autonomie accrue du Pays-de-Galles. En 1979, le référendum à propos de l'établissement d'une assemblée galloise est largement rejeté par 80 % des électeurs. En effet, le parti nationaliste est le seul à soutenir réellement le « oui » tandis que la population unilingue anglaise est fermement opposée à ce projet. Finalement, il faut attendre le référendum de 1997 pour voir la création d'un Parlement gallois à la suite d'un succès de justesse des partisans d'une autonomie accrue (50,2 % des voix). En 1999, le parti devient l'opposition officielle dans la nouvelle Assemblée nationale du pays de Galles, grâce à un soutien des vallées socialistes du sud. À cette occasion, il obtient ce qui reste à ce jour son meilleur résultat avec 30,6 % des voix. En 2003, Plaid Cymru perd 5 de ses membres à l'Assemblée. Ce bouleversement entraîne un retour du parti vers ses idées traditionnelles comme la défense de la langue galloise et l'indépendance du pays.
La chef actuelle du parti est Leanne Wood, députée de tendance socialiste et anti-royaliste qui représente la région centre-sud du pays (les anciennes vallées minières) à l'Assemblée nationale galloise. En 2004, Wood a été expulsée de l'Assemblée, jusqu'à la fin d'un débat, pour avoir fait référence à la reine du Royaume-Uni comme « Mrs Windsor » et avoir refusé de faire machine arrière. Élue chef du parti le 13 mars 2012, elle est la première femme à le diriger, ainsi que la première personne à ne pas parler le gallois (elle est en train de l'apprendre).
Plaid Cymru a remporté 12,1 % des voix au pays de Galles et trois sièges lors des élections générales de 2015.

## Idéologie
Plaid Cymru est un parti ancré à gauche, qui milite pour la défense des intérêts gallois. Il a été créé historiquement pour valoriser l'usage de la langue galloise et continue aujourd'hui de défendre le principe d'une indépendance du pays de Galles, s'inspirant en cela du succès rencontré par le Parti national écossais qui défend l'indépendance de l'Écosse, même si le sentiment indépendantiste est moins implanté chez les Gallois. Ainsi, sur la période récente, 10 % des Gallois sont généralement en faveur d'une scission avec le reste du Royaume-Uni (3 % seulement au lendemain de la victoire du non au référendum sur l'indépendance de l'Écosse de 2014) mais une plus large partie soutient un accroissement des pouvoirs pour l'assemblée locale.
Encore aujourd'hui, Plaid Cymru est d'abord associé à des combats autres que l'indépendance comme le soutien au renouveau de la langue galloise. Il apparaît ainsi parfois plus comme un mouvement de promotion de la culture galloise que comme une alternative politique susceptible de transformer en profondeur le statut du pays de Galles. Ce soutien à la langue galloise explique aussi les difficultés que connaît le parti à séduire l'électorat unilingue anglophone au sud de la région, dès lors que l'identité galloise est fortement associée à l'aspect linguistique de la pratique du gallois.

## Dirigeants

### Chefs
- Lewis Valentine (1925-1926)
- Saunders Lewis (1926-1939)[7]
- John Edward Daniel (1939-1943)
- Abi Williams (1943-1945)
- Gwynfor Evans (1945-1981)
- Dafydd Wigley (1981-1984)
- Dafydd Elis-Thomas (1984-1991)
- Dafydd Wigley (1991-2000)
- Ieuan Wyn Jones (16 mars 2000-16 mars 2012)
- Leanne Wood (16 mars 2012-28 septembre 2018)
- Adam Price (28 septembre 2018-16 mai 2023)
- Llyr Gruffydd, (intérim, 16 mai 2023-16 juin 2023)
- Rhun ap Iorwerth (depuis le 16 juin 2023)

## Identité visuelle
Lors de la conférence annuelle de Plaid Cymru du 28 septembre 1998, les membres du parti adoptent une motion permettant d’ajouter les termes anglais The Party of Wales (« Le Parti du pays de Galles » en français) à leur dénomination officielle. À cette occasion, une adaptation du logotype à ce nouveau nom est présentée,.
Dans une logique de changement d’image, une nouvelle identité visuelle est présentée lors de la conférence du parti le 24 février 2006,.

Logotype (1998-2006).
Logotype (depuis 2006).

## Résultats électoraux

### Élections générales britanniques
| Année        | %      | Sièges |
| ------------ | ------ | ------ |
| 1929         | 0,1 %  | 0 / 36 |
| 1931         | 0,2 %  | 0 / 36 |
| 1935         | 0,3 %  | 0 / 36 |
| 1945         | 1,2 %  | 0 / 36 |
| 1950         | 1,2 %  | 0 / 36 |
| 1951         | 0,7 %  | 0 / 36 |
| 1955         | 3,1 %  | 0 / 36 |
| 1959         | 5,1 %  | 0 / 36 |
| 1964         | 4,8 %  | 0 / 36 |
| 1966         | 4,3 %  | 0 / 36 |
| 1970         | 11,5 % | 0 / 36 |
| février 1974 | 10,8 % | 2 / 36 |
| octobre 1974 | 10,8 % | 3 / 36 |
| 1979         | 8,1 %  | 2 / 36 |
| 1983         | 7,8 %  | 2 / 38 |
| 1987         | 7,3 %  | 3 / 38 |
| 1992b        | 9,0 %  | 4 / 38 |
| 1997         | 9,9 %  | 4 / 40 |
| 2001         | 14,3 % | 4 / 40 |
| 2005         | 12,6 % | 3 / 40 |
| 2010         | 11,3 % | 3 / 40 |
| 2015         | 12,1 % | 3 / 40 |
| 2017         | 10,4 % | 4 / 40 |
| 2019         | 9,9 %  | 4 / 40 |
| 2024         | 14,8 % | 4 / 32 |

b  Six candidats communs au Plaid Cymru et aux Verts

### Élections parlementaires galloises
| Année | %               | %     | Sièges  | Rang | Gouvernement                                                  |
| Année | Circonscription | Liste | Sièges  | Rang | Gouvernement                                                  |
| ----- | --------------- | ----- | ------- | ---- | ------------------------------------------------------------- |
| 1999  | 28,4            | 30,6  | 17 / 60 | 2e   | Opposition                                                    |
| 2003  | 21,2            | 19,7  | 12 / 60 | 2e   | Opposition                                                    |
| 2007  | 22,4            | 21,0  | 15 / 60 | 2e   | Gouvernement (Morgan et Jones)                                |
| 2011  | 19,3            | 17,9  | 11 / 60 | 3e   | Opposition                                                    |
| 2016  | 20,5            | 20,8  | 12 / 60 | 2e   | Soutien sans participation (2016-2017) Opposition (2017-2021) |
| 2021  | 20,3            | 20,7  | 13 / 60 | 3e   | Opposition (2021) Soutien sans participation (depuis 2021)    |

### Élections européennes
| Année | %      | Sièges | Rang | Groupe    |
| ----- | ------ | ------ | ---- | --------- |
| 1979  | 11,7 % | 0 / 4  | 3e   |           |
| 1984  | 12,2 % | 0 / 4  | 4e   |           |
| 1989  | 12,9 % | 0 / 4  | 3e   |           |
| 1994  | 17,1 % | 0 / 5  | 2e   |           |
| 1999  | 29,6 % | 2 / 5  | 2e   | Verts/ALE |
| 2004  | 17,1 % | 1 / 4  | 3e   | Verts/ALE |
| 2009  | 18,5 % | 1 / 4  | 3e   | Verts/ALE |
| 2014  | 15,3 % | 1 / 4  | 4e   | Verts/ALE |
| 2019  | 19,6 % | 1 / 4  | 2e   | Verts/ALE |